# Hydrangea davidii
Hydrangea davidii är en hortensiaväxtart som beskrevs av Adrien René Franchet. Hydrangea davidii ingår i släktet hortensior, och familjen hortensiaväxter. Inga underarter finns listade i Catalogue of Life.